# لويس أوغسطين غيوم بوسك
لويس أوغسطين غيوم بوسك (1759-1828) (بالإنجليزية: Louis Augustin Guillaume Bosc)‏ هو عالم نبات فرنسي.